# فردریک توردارسن

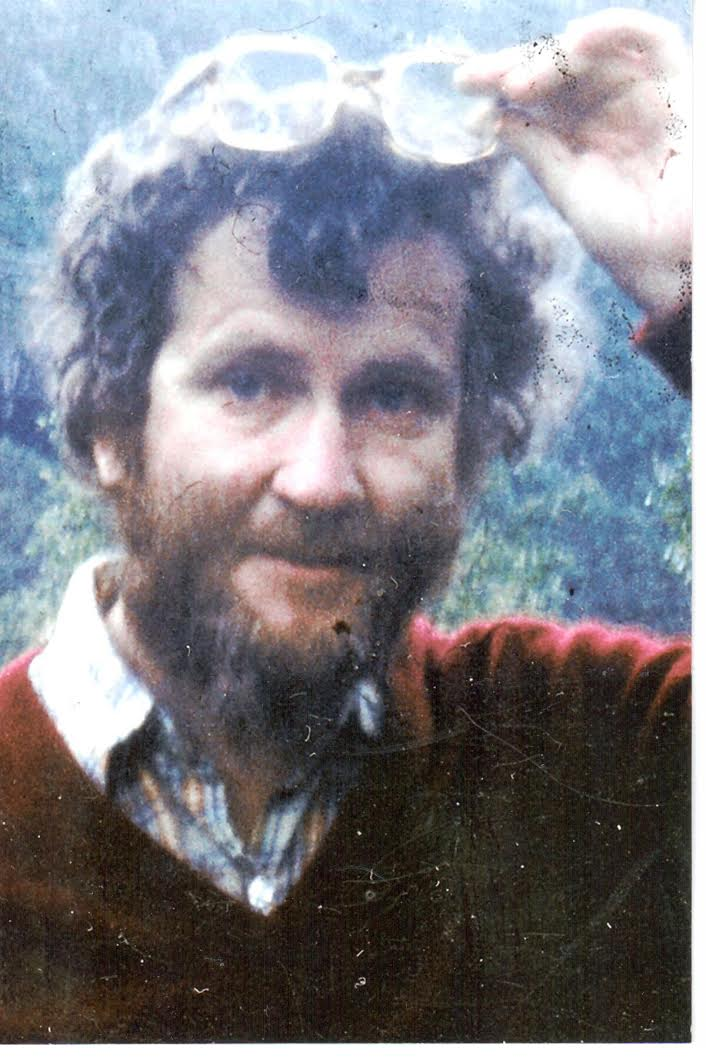
نگارهٔ فریدریک توردارسُن، واژه‌شناس اهل ایسلند

فریدریک توردارسُن (به نروژی: Fridrik Thordarson) (زادهٔ ۱۹۲۸، ایسلند – درگذشتهٔ ۲ اکتبر ۲۰۰۵) واژه‌شناس اهل ایسلند بود. او بیشتر عمرش را در نروژ گذراند و در ۱۹۹۴ پروفسور دانشگاه اسلو شد.
تودارسن شروع به فراگیری واژه‌شناسی کلاسیک در ۱۹۵۱ و در ۱۹۶۳ به صورت عمده در زبان لاتین در دانشگاه اسلو کرد. او در دانشگاه از ۱۹۶۵ تدریس کرد و ۱۹۹۴ پروفسور دانشگاه شد. جدا از زبان‌های کلاسیک، علاقه تودارسن به زبان‌های قفقازی به ویژه گرجی و زبان آسی بود. او ده ها مقاله درباره فرهنگ و زبان آسی نوشت و مشاور دانشنامه ایرانیکا در این رشته بود.

## آثار
- Ossetic Grammatical Studies. Wien: Verlag der österreichischen Akademie der Wissenschaften, 2009. ISBN 978-3-7001-6564-4